# Aphyocypris chinensis
Aphyocypris chinensis är en fiskart som beskrevs av Günther, 1868. Aphyocypris chinensis ingår i släktet Aphyocypris och familjen karpfiskar. IUCN kategoriserar arten globalt som livskraftig. Inga underarter finns listade i Catalogue of Life.

## Bildgalleri

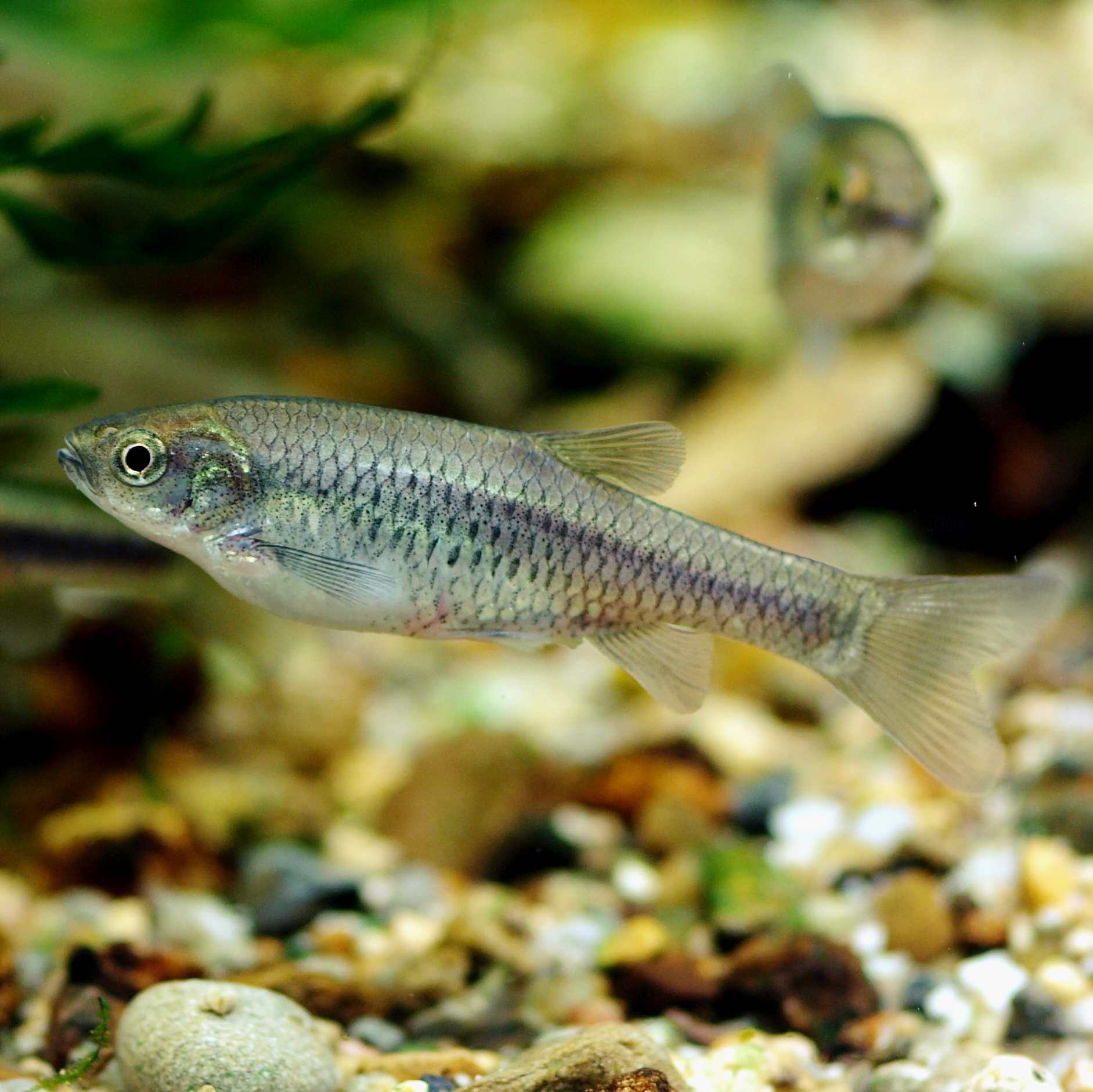